# Ich bin jung und brauche das Geld
Ich bin jung und brauche das Geld ist das Debütalbum des deutschen Rappers Eko Fresh. Es erschien am 3. November 2003 über die Labels Subword und BMG.

## Produktion
Eko Fresh selbst und DJ Ses fungierten bei dem Album als ausführende Produzenten. Letzterer steuerte auch vier Beats bei. Die weiteren Lieder wurden von den Musikproduzenten Bazzazian, Tai Jason, PhreQuincy, RZA, J-Luv, Thomas Hofmann, Kingsize, DJ Sam, Hakan Yalcin, U.G., Jonas Saeed, William Hall, DJ Scream, G.O.D. und Hantaan produziert.

## Covergestaltung
Das Albumcover zeigt Eko Fresh, der in Blau gekleidet ist, seinen Arm ausstreckt und auf den Betrachter zeigt. Links oben befindet sich der rote Schriftzug Eko Fresh und rechts unten steht der Titel Ich bin jung und brauche das Geld in Rot. Der Hintergrund ist gelb gehalten.

## Gastbeiträge
Auf 14 Liedern des Albums treten neben Eko Fresh andere Künstler in Erscheinung. So ist die Sängerin Valezka viermal vertreten, während der Sänger G-Style drei Gastauftritte hat. Die Rapper Summer Cem und Caput sind ebenfalls auf drei Songs zu hören, wobei sie einmal mit der Rapgruppe Anti Garanti, die aus ihnen, Eko Fresh und Ercandize besteht, vertreten sind. Weitere Gäste sind der Sänger J-Luv, DJ Ses, der Rapper Azra, Resul Barini, Mr. William und Mr. Knight. Zudem arbeitet Eko Fresh mit dem schwedischen Sänger Mo und dem US-amerikanischen Rapper Joe Budden zusammen.

## Titelliste
| #  | Titel                             | Gastbeiträge          | Produzent                   | Länge |
| -- | --------------------------------- | --------------------- | --------------------------- | ----- |
| 1  | Intro                             |                       | DJ Sam                      | 1:55  |
| 2  | Player 4 Life                     | G-Style               | Kingsize                    | 4:20  |
| 3  | Zeig dich                         | Summer Cem            | Hakan Yalcin                | 3:28  |
| 4  | Hass mich                         |                       | Hakan Yalcin                | 4:58  |
| 5  | Wir fliegen                       | J-Luv                 | Thomas Hofmann, J-Luv       | 4:28  |
| 6  | Von Anfang an                     | Valezka               | Kingsize                    | 3:27  |
| 7  | Der Don                           |                       | RZA                         | 4:14  |
| 8  | Mönchengladbach Love              | Summer Cem, DJ Ses    | DJ Ses                      | 4:04  |
| 9  | V-Leidenschaft                    | Caput, Valezka        | U.G.                        | 3:26  |
| 10 | Dünya Dönüyor                     | Azra, Resul Barini    | Bazzazian, DJ Ses, Kingsize | 5:07  |
| 11 | Ich bin jung und brauche das Geld | G-Style               | DJ Ses                      | 4:26  |
| 12 | Ich will dich                     | Joe Budden, Valezka   | Bazzazian                   | 3:39  |
| 13 | Afterparty                        | Mo                    | Jonas Saeed                 | 3:39  |
| 14 | All Around the World              | Mr. William           | William Hall                | 4:05  |
| 15 | Was ich brauch                    | Caput, G-Style        | DJ Ses                      | 3:14  |
| 16 | 4 Türken                          | Anti Garanti, Valezka | Hakan Yalcin, Kingsize      | 4:16  |
| 17 | Deutschrap Strikes Back           |                       | Tai Jason                   | 3:27  |
| 18 | Outro                             |                       | PhreQuincy                  | 2:20  |
| 19 | For All My People (Bonustrack)    | Mr. Knight            | DJ Scream, G.O.D., Hantaan  | 4:36  |

## Chartplatzierungen und Singles
Ich bin jung und brauche das Geld stieg am 17. November 2003 auf Platz 16 in die deutschen Albumcharts ein und belegte in den folgenden Wochen die Ränge 35 und 48. Insgesamt konnte es sich sieben Wochen in den Top 100 halten. In Österreich und der Schweiz erreichte das Album die Charts nicht.
Als erste Single wurde am 5. Oktober 2003 der Titelsong Ich bin jung und brauche das Geld veröffentlicht, der eine Coverversion des Stücks The World’s Greatest von R. Kelly ist. Die Auskopplung war noch erfolgreicher als das Album selbst und erreichte Platz 5 in den deutschen Charts. Die zweite Single Ich will dich erschien am 26. Januar 2004 und belegte Rang 57 der Charts. Neben den Videos zu den Singles wurde auch ein Musikvideo zum Track Dünya Dönüyor gedreht.

## Rezeption
| Professionelle Bewertungen | Professionelle Bewertungen |
| -------------------------- | -------------------------- |
| Kritiken                   |                            |
| Quelle                     | Bewertung                  |
| laut.de                    | [ 4 ]                      |

Stefan Johannesberg von laut.de bewertete das Album mit vier von möglichen fünf Punkten. Eko Freshs Style sei bereits „umfangreich und reif“ und er hebe mit seinem Debüt „Rap aufs nächste Level“. Auch wenn er mit seinem Style, der „Doppelreim-behangen und ironisch arrogant“ sei, polarisiere, wirke „nichts aufgesetzt“ und sein größter Pluspunkt sei die „Ehrlichkeit“.